# Georges Garvarentz
Pour les articles homonymes, voir Wem (homonymie).
Georges Garvarentz, aussi connu sous le pseudonyme Georges Diram Wem, né le 1er avril 1932 à Athènes (Grèce), et mort le 19 mars 1993 à Aubagne (France), est un compositeur français.

## Biographie
Ses parents arméniens s'établissent en France durant son enfance. Son père Kevork Garvarentz était un poète et musicien.
Georges Garvarentz a composé de nombreux succès pour le chanteur Charles Aznavour, dont il épousa la sœur, Aïda Aznavour, le 17 septembre 1965. Il compose également Daniela pour Les Chaussettes noires, ainsi que Retiens la nuit pour Johnny Hallyday, Cinq Ans passés pour Michel Sardou et La Plus belle pour aller danser pour Sylvie Vartan,.
Ses compositions figurent dans de nombreux films, notamment Un taxi pour Tobrouk de Denys de La Patellière et Pétain de Jean Marbœuf. Il a composé pour Denys de La Patellière à de nombreuses reprises par la suite.
La musique originale composée par Garvarentz pour le téléfilm Champagne Charlie retraçant la vie de Charles Heidsieck est nommée aux Gemini Awards en 1989. Il a également composé des génériques de séries télévisées comme Les Mohicans de Paris ou Malaventure.
Garvarentz a également composé la musique de la comédie musicale Deux anges sont venus et avec Charles Aznavour, il signe l'opérette Douchka, interprétée en 1973 par Marcel Merkès et Paulette Merval.
Il repose au cimetière de Montfort-l'Amaury, dans le même caveau que Charles Aznavour.

## Musiques composées pour Charles Aznavour
- 1956 : Prends garde à toi
- 1960 : Rendez-vous à Brasilia
- 1961 : La Marche des anges
- 1962 : Retiens la nuit
- 1963 : Donne Tes Seize Ans
- 1963 : Et pourtant
- 1964   : La plus belle pour aller danser
- 1964 : Tu T'amuses
- 1964 : Hier encore
- 1966 : Paris au mois d'août
- 1966 : Plus Rien
- 1966 : Je reviendrai de loin
- 1966 : Sur Le Chemin Du Retour
- 1967 : Il te faudra bien revenir
- 1968 : Caroline
- 1968 : Le Cabotin
- 1968 : Emmenez-moi
- 1969 : Désormais
- 1969 : La Lumière
- 1969 : Je N'oublierai Jamais
- 1969 : Alors Je Dérive
- 1969 : L'amour
- 1970 : Le Temps Des Loups
- 1971 : Non, je n'ai rien oublié
- 1971 : Partir
- 1972 : Idiote Je T'aime
- 1972 : Les plaisirs démodés
- 1972 : On Se Réveillera
- 1972 : L'indifference
- 1972 : Me Voilà Seul
- 1972 : Les Galets D'Etretat
- 1973 : On N'a Plus 15 Ans
- 1973 : Mon Amour On Se Retrouvera
- 1974 : Un Enfant De Toi Pour Noël
- 1974 : Un Jour Ou L'Autre
- 1974 : Nous Irons À Vérone
- 1974 : Je N'Ai Plus Quinze Ans
- 1975 : Ciao mon coeur
- 1975 : Merci Madame La Vie
- 1975 : Ils sont tombés
- 1978 : Ave Maria
- 1979 : Être
- 1980 : Une vie d'amour
- 1980 : Ça Passe
- 1980 : Autobiographie
- 1981 : Une Vie D'amour
- 1981 : Nous N'Avons Pas D'Enfant
- 1982 : Comme Nous
- 1982 : La Légende De Stenka Razine
- 1986 : Embrasse-moi
- 1986 : Rouler
- 1987 : Je bois
- 1987 : L'Aiguille
- 1987 : La Saudade
- 1987 : Tu Nages en plein délire
- 1987 : Je Me Raccroche À Toi
- 1989 : Pour toi Arménie
- 1991 : Napoli chante
- 1991 : La Marguerite
- 1991 : Je N'aurais Pas Cru Ça De Toi
- 1991 : Chanson souvenir
- 1991 : On Ne Veut Plus De Nous Ici
- 1991 : Dix ans trop tôt
- 1991 : Ton Doux Visage
- 1991 : Les Années Campagne
- 1992 : Ton doux visage

## Filmographie
- 1961 : Un taxi pour Tobrouk de Denys de La Patellière
- 1961 : Les lions sont lâchés de Henri Verneuil
- 1961 : Douce Violence de Max Pécas
- 1962 : La Belle et le Champion de Max Pécas
- 1962 : Les quatre vérités de René Clair et Alessandro Blasetti
- 1962 : Les Parisiennes de Marc Allégret et Claude Barma
- 1962 : Le Rat d'Amérique de Jean-Gabriel Albicocco
- 1962 : Le Diable et les Dix Commandements de Julien Duvivier
- 1962 : Esame di guida de Denys de La Patellière
- 1962 : Jusqu'à plus soif de Maurice Labro
- 1962 : Du mouron pour les petits oiseaux de Marcel Carné
- 1962 : Comment réussir en amour de Michel Boisrond
- 1962 : C'est pas moi, c'est l'autre de Jean Boyer
- 1963 : Les Bonnes Causes de Christian-Jaque
- 1963 : Destination Rome de Denys de La Patellière
- 1963 : Cherchez l'idole de Michel Boisrond
- 1964 : Cinq filles en furie de Max Pécas
- 1964 : Marchands d'esclaves de Antonio Margheriti
- 1964 : Le Temple de l'éléphant blanc (Sandok, il Maciste della giungla) d'Umberto Lenzi
- 1965 : Un milliard dans un billard de Nicolas Gessner
- 1965 : Paris au mois d'août de Pierre Granier-Deferre
- 1965 : L'Homme d'Istambul de Antonio Isasi-Isasmendi
- 1965 : Le Tonnerre de Dieu de Denys de La Patellière
- 1965 : La Tête du client de Jacques Poitrenaud
- 1965 : La Fabuleuse Aventure de Marco Polo de Denys de La Patellière et Noël Howard
- 1965 : Du rififi à Paname de Denys de La Patellière
- 1965 : Cent briques et des tuiles de Pierre Grimblat
- 1966 : Baraka sur X 13 de Maurice Cloche
- 1966 : Tonnerre sur l'océan Indien de Sergio Bergonzelli et Roy Rowland
- 1966 : Surcouf, le tigre des sept mers de Sergio Bergonzelli et Roy Rowland
- 1966 : Soleil noir de Denys de La Patellière
- 1966 : Les Sultans de Jean Delannoy
- 1966 : Le Voyage du père de Denys de La Patellière
- 1966 : Le facteur s'en va-t-en guerre de Claude Bernard-Aubert
- 1966 : La morale de l'histoire (TV) de Claude Dagues
- 1966 : La Fantastique Histoire vraie d'Eddie Chapman de Terence Young
- 1967 : Toutes folles de lui de Norbert Carbonnaux
- 1967 : Les Corrompus de James Hill
- 1967 : Le vicomte règle ses comptes de Maurice Cloche
- 1967 : Signé Alouette (TV) de Jean Vernier
- 1968 : Les Hommes de Las Vegas de Antonio Isasi-Isasmendi
- 1968 : Le Tatoué de Denys de La Patellière
- 1968 : Caroline chérie de Denys de La Patellière
- 1969 : L'Éventail de Séville (d'après un roman de Paul-Jacques Bonzon)
- 1969 : L'Étoile du sud de Sidney Hayers
- 1969 : Le Temps des loups de Sergio Gobbi
- 1969 : L'Amour de Richard Balducci
- 1970 : Un beau monstre de Sergio Gobbi
- 1970 : Quelqu'un derrière la porte de Nicolas Gessner
- 1970 : Israel Sabra de Denys de La Patellière
- 1971 : La Part des lions de Jean Larriaga
- 1972 : Les Intrus de Sergio Gobbi
- 1972 : Les Galets d'Étretat de Sergio Gobbi
- 1977 : Marche pas sur mes lacets de Max Pécas
- 1977-1979 : Un juge, un flic de Denys de La Patellière
- 1978 : Embraye bidasse, ça fume de Max Pécas
- 1979 : On est venu là pour s'éclater de Max Pécas
- 1980 : Téhéran 43 de Alexandre Alov et Vladimir Naoumov
- 1980 : Mieux vaut être riche et bien portant que fauché et mal foutu de Max Pécas
- 1983 : Le Triomphe d'un homme nommé cheval de John Hough
- 1984 : Mission Finale de Cirio H. Santiago
- 1986 : Yiddish Connection de Paul Boujenah
- 1986 : Champagne amer de Ridha Béhi et Henri Vart
- 1986 : A state of emergency de Richard C. Bennett
- 1988 : Passe-passe de Nicolas Gessner
- 1988 : La Ruelle au clair de lune d’Édouard Molinaro
- 1989 : Manon Roland d’Édouard Molinaro
- 1991 : Les Années campagne de Philippe Leriche
- 1991 : L'Amour maudit de Leisenbohg (TV) d’Édouard Molinaro
- 1992 : Le Chinois (TV) de Denys de la Patellière
- 1993 : Pétain de Jean Marbœuf